# 桃太郎電鉄タッグマッチ 友情・努力・勝利の巻!
『桃太郎電鉄タッグマッチ 友情・努力・勝利の巻!』（ももたろうでんせつタッグマッチ ゆうじょう・どりょく・しょうりのまき）は、ハドソンから2010年7月15日に発売されたPSP向けボードゲーム。桃太郎電鉄シリーズ第20作。ダウンロード版は2011年1月11日から2011年11月13日までPlayStation Storeで配信されていた。

## 概要
PlayStation Portable向けに発売された唯一の桃太郎電鉄シリーズ。ソニーの家庭用ゲーム機向けタイトルとしてはPlayStation 2版の『桃太郎電鉄16 北海道大移動の巻!』以来。
2010年4月15日に正式タイトルを発表するまでは「桃太郎電鉄T」という仮称で呼ばれていた。本作では、『桃太郎電鉄2010 戦国・維新のヒーロー大集合!の巻』のゲーム内容をベースに、2つのチームに分かれて競う「桃鉄タッグマッチ」モードなどの新要素が追加されており、Wii版『2010』からマップの地形など、ゲームバランスが一部変更されている。
プロレスのタッグマッチにちなみ、本作のオープニングでは東京ドームや国技館をバックにして、夜叉姫・浦島太郎・金太郎・イヌ・サル・キジがプロレスラーに扮して登場している。
CMイメージキャラクターは山本梓（『2010』から続投）、川島邦裕（野性爆弾）、くまだまさし、福島善成（ガリットチュウ）、吉田サラダ（ものいい）。またCM内のBGM「それいけ！桃鉄」の歌唱をテツandトモが担当した。
日本を舞台とした家庭用ゲーム機向けシリーズとしては、ハドソンが開発・販売した最後の作品である。
また、本作は土居孝幸がすべてのキャラクターのデザインを手掛けた最後の日本を舞台とした家庭用シリーズタイトルとなっている。

## ゲームモード
ひとりで桃鉄
1人用のモード。以下の3つのゲームで対戦可能。
いつもの桃鉄
1-100年の中から設定した年数をプレイして総資産を競うモード。携帯ゲーム機では初めて100年までプレイできるようになった。人間プレイヤー1人と、COMキャラクター2人で対戦する。
桃鉄3年決戦!
3年プレイして総資産を競うモード。人間プレイヤー1人と、COMキャラクター2人で対戦する。初めから1億円と「急行周遊カード」「ぶっとびカード」を1枚ずつ持ってゲームが開始し、「いつもの桃鉄」とはゲームバランスが一部異なっている。
桃鉄タッグマッチ
チームに分かれて総資産を競う、桃太郎電鉄シリーズでは唯一の団体戦モード。「1人vs2人」「1人vs3人」「2人vs2人」のうちいずれかの組み合わせで2チームに分かれ、各チームの合計総資産で勝敗を競う。プレイ年数は1-10年の間で設定可能。
このモードでは基本的なルールやゲームの流れは「いつもの桃鉄」と同様で、持ち金や物件は各プレイヤーごとに所有するが、手に入れたカードはチーム内全員で共有する。また、一部のカードは1枚でチーム全員に効果が及ぶ（例：「デビルカード」「エンジェルカード」なら同じチームメンバーそれぞれのターンで持ち金増減が発生し、「お殿様カード」なら1枚で目的地に入れなかったメンバー全員に利益が出る）。また、他のプレイヤー全員に効果が及ぶカード（「冬眠カード」「ふういんカード」など）は、同じチームのメンバーにも効果が及ぶ。

みんなで桃鉄
2-4人で、上記の3つのゲームで対戦するモード。なお、『20周年』『2010』などと同様に人間1人でCOMキャラクター3人と対戦したい場合は、このモードでゲームを開始してからゲーム中の「その他」コマンドでプレイヤーの設定を変更する必要がある。

## 前作からの変更点
- 人間2人以上で対戦する場合は、1台のPSPを共有してプレイするか、アドホック・モード（人数分のPSPとソフトが必要）を利用してプレイする。
- オンライン対戦はPlayStation 3の「アドホック・パーティー」を使用する。
- 本作のみ、ターンの順番に関係なくプレイヤーの汽車の色を任意で選べるようになった。
- 携帯機向けタイトルでは初めて最大プレイ年数が100年となった。
- 本作では、カード袋が急行系・便利系に分かれており、急行系は5枚、便利系は8枚まで所持することができる。前作『2010』でも同様の仕様が取られていたが、携帯ゲーム機向けタイトルとしては『桃太郎電鉄G ゴールド・デッキを作れ!』以来のカード袋分類の復活である。
  - 本作はカード袋が急行系・便利系に分類されている最後のシリーズタイトルとなっている[3]。
- マップ上の山や建物などのグラフィックが2Dに書き直されている。
- 月初めのカレンダーのイラスト（『2010』の流用）や、マップのオブジェがアニメーションしない。
  - 本作は月初めにカレンダーイラストが表示される最後のシリーズタイトルとなっている。
- 鶴橋の2マス東が奈良になるなど、マップの地形が一部変更されている。
- 「銀河鉄道」（「銀河鉄道カード」および「銀河の夢カード」）と「ボンビラス星」が存在しない。『桃太郎電鉄WORLD』で復活。
- ゲストボンビーは「エアプレンボンビー」「バクレツボンビー」に加え、本作で新たに「ツルギボンビー」が登場。「ツルギボンビー」は取り付いたプレイヤーの独占している物件駅を1ターンに1駅ずつ破壊し、その駅の物件を誰も所有していない状態にする。ただし、「プロテクトカード」で保護されている物件駅や「桃太郎ランド」がある岡山は攻撃の優先順位が最も低い。

## 本作初登場の楽曲
池毅作曲
- 武勇のツルギボンビー

### エンディングテーマ
- 訪れ川
  - 歌：テツandトモ、作詞：小室みつ子、作編曲：池毅

## 関連書籍
- 桃太郎電鉄タッグマッチ 友情・努力・勝利の巻! 公式パーフェクトガイド
  - 2010年、ソフトバンククリエイティブ発行・発売、ISBN 978-4-7973-6174-2
- 旨いべさ! 桃鉄ごはん B級グルメ旅 北海道 東北編 - ISBN 978-4-7730-9987-4
- 旨いでぇ! 桃鉄ごはん B級グルメ旅 北陸・関東・中部・近畿・海外編 - ISBN 978-4-7730-9991-1
- 旨かばい! 桃鉄ごはん B級グルメ旅 中国・四国・九州・沖縄編 - ISBN 978-4-7730-9992-8
  - いずれも笠倉出版社から発行・発売、さくまあきら監修の下、桃鉄グルメ研究会より著作された。本作のベースとなった『2010』に登場する食品物件などの実物が掲載されている他、土居孝幸による主要キャラクター（桃太郎・夜叉姫・金太郎・浦島太郎・貧乏神・キングボンビー）の設定資料（三面図・表情集・ポーズ集）や、各地域で販売された桃太郎電鉄グッズ、さくまあきらへのスペシャルインタビューなどが掲載されている。本作に同書の広告が同梱されていた。